# Хабардстон (Мичиген)
Хабардстон (енгл. Hubbardston) град је у америчкој савезној држави Мичиген.

## Демографија
По попису из 2010. године број становника је 395, што је 1 (0,3%) становника више него 2000. године.
| Група             | 2000.       | 2010.       |
| Белци             | 384 (97,5%) | 373 (94,4%) |
| Афроамериканци    | 0 (0,0%)    | 1 (0,3%)    |
| Азијати           | 0 (0,0%)    | 1 (0,3%)    |
| Хиспаноамериканци | 3 (0,8%)    | 17 (4,3%)   |
| Укупно            | 394         | 395         |